# 舍夫琴科韋 (卡贊卡區)
47°40′56″N 32°45′9″E / 47.68222°N 32.75250°E
舍夫琴科韋（烏克蘭語：Шевченкове），是烏克蘭南部的村莊，隸屬尼古拉耶夫州的巴什坦卡區。該村始建於1924年，面積0.42平方公里，海拔高度85米，2001年人口262，人口密度每平方公里820.9人。